# ВЕЦ „Бояна“
ВЕЦ „Бояна“ е водноелектрическа централа в западна България, разположена край квартал Бояна в София, собственост на Националната електрическа компания.
Строителството на централата на Боянска река започва през 1892 година, когато се планира тя да захрани общественото електрическо осветление на София. Няколко години по-късно, след като е построена сградата и част от напорния тръбопровод, проектът е прекратен, заради недостатъчните водни количества, и вместо него е построена ВЕЦ „Панчарево“.
Проектът е подновен след Първата световна война и централата е пусната в действие през 1923 година. Тя е оборудвана с две пелтонови турбини с обща мощност 1,4 MW.